# Socialização da economia

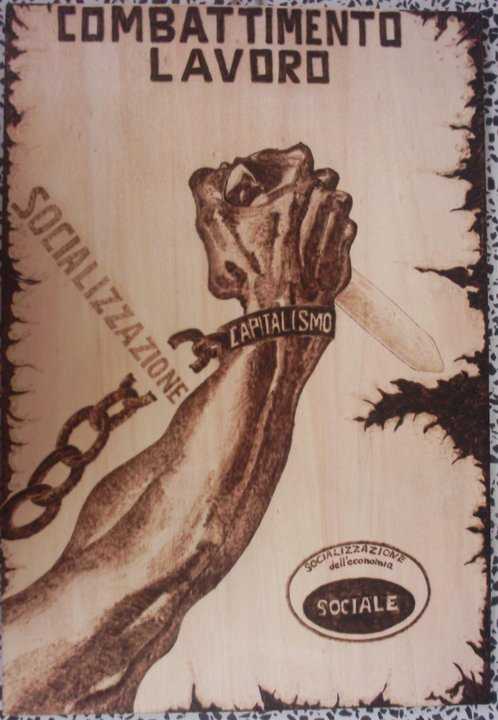
Propaganda sobre a socialização da economia

A socialização da economia, também conhecida como socialização fascista, foi uma doutrina econômica, enquadrada no desenvolvimento do fascismo, aplicada durante o período da República Social Italiana (RSI). O termo foi designado para designar uma "Terceira Posição" entre o capitalismo e o comunismo, sendo considerada por Mussolini como a "realização italiana, romana, nossa, viável do socialismo". Não confundir com a socialização dos meios de produção.

## Antecedentes
O corporativismo, como modelo econômico fascista, seria implantado inicialmente na Itália com a Carta do Trabalho de 1927, que foi inspirada na Carta de Carnaro de 1920. Em 1928, Benito Mussolini diria:
Como o século passado viu a economia capitalista, o século atual verá a economia corporativa ... Capital e trabalho devem estar em pé de igualdade e a igualdade de direitos e deveres deve ser dada a ambos.
Em 1932, no II Congresso de Estudos Sindicais e Corporativos realizado em Ferrara, a ideia da "corporação proprietária" nasceu de Ugo Spirito. Nesse congresso, Spirito se manifestou contra os meios de produção privados e falaria de "comunismo econômico", concebendo que o corporativismo que se desenvolveu até então era uma etapa transitória que acabaria por abandonar tudo que era capitalista para se tornar um "corporativismo integral" em que a propriedade privada não estaria sujeito a interesses particulares independentes dos interesses do Estado.
Para Spirito, a "revolução fascista" tem várias fases e para alcançar o "corporativismo integral", a última fase do sistema econômico fascista, deve ser realizada:
- a transferência do controle do capital dos acionistas para os trabalhadores da empresa;
- a transferência dos meios de produção e, portanto, da propriedade da empresa, para a corporação.[8]

A proposta, recebendo várias críticas de alguns setores fascistas que o acusavam de ser bolchevique, caiu, por um lado, na continuação da concepção fascista de colaboração de classe, em oposição à luta de classes marxista e liberalismo, eliminando a distinção entre empregado e empregador; e, por outro lado, de acordo com os princípios do estado ético, antecipando o esgotamento progressivo da propriedade privada no exercício público da empresa. Esta última concepção era inerente à concepção de Giovanni Gentile da relação entre o indivíduo e o Estado, compartilhando a mesma entidade, uma vez que o Estado corporativo organiza e disciplina toda a vida da sociedade dentro dele. O secretário da Confederação Geral da Indústria Italiana (Confindustria), Gino Olivetti, criticaria a proposta como uma perigosa convergência entre as "teses comunistas" de Spirito e as formulações de Mussolini, pois Spirito afirmava que:
... a solução lógica parece ser a da "corporação proprietária" ... É uma solução que, pelo menos no papel, resolve as antinomias ... une capital e trabalho, elimina o sistema dualista, funde a empresa com a corporação e finalmente permite uma identificação efetiva da vida econômica individual com a do estado.
Benito Mussolini diria sobre isso:
Spirito ... supera as posições opostas da economia liberal e da economia socialista e também explica seu ponto de vista sobre a identidade entre o indivíduo e o Estado, uma tese que não merece o 'vade retro' escandalizado de muitos que não entendem e, portanto, odeia qualquer raciocínio filosófico. As teses de Spirito não parecem então excessivamente distantes da mais pura ortodoxia doutrinal ...
Em 1933, Mussolini anunciou que "o modo de produção capitalista foi superado", e com ele o liberalismo econômico, proclamando a implementação definitiva do corporativismo como um modelo a seguir, acrescentando que seria implementado gradualmente. No inverno de 1941, Mussolini falou de um programa de socialização onde os trabalhadores faziam parte do governo fascista que considerava realizá-lo depois de vencer a guerra. Em maio de 1943, Mussolini se encontraria com Tullio Cianetti. Nesse encontro, Cianetti daria a conhecer a Mussolini suas preocupações com o corporativismo, visto que as "posições capitalistas" haviam se fortalecido e havia "uma tendência ao monopólio". Ambos discutiriam a implementação da socialização.

## Desenvolvimento

### Carta de  Verona
Após a libertação, pelas forças nazistas, de Benito Mussolini em setembro de 1943, Mussolini estabeleceria o Partido Republicano Fascista como sucessor do Partido Nacional Fascista. Mussolini retomaria as ideias de Ugo Spirito e junto com Nicola Bombacci, que se inspirou nas ideias do anarquista Ivanovyč Nestor Machno, no socialismo fabiano e no distribucionismo geseliano, desenvolveria o conceito de "socialização da economia". Essas idéias foram refletidas na Carta de Verona, que foi aprovado em 14 de novembro de 1943, estabelecendo:

A propriedade privada, fruto do trabalho e da poupança individual, integração da personalidade humana, é garantida pelo Estado. Entretanto, não pode se tornar um desintegrador da personalidade física e moral de outros homens, através da exploração de seu trabalho.
Além de que:

Dentro da economia nacional, tudo o que, pelas suas dimensões ou funções, ultrapasse os limites particulares para entrar na esfera do interesse nacional, recai na intervenção do Estado. Os serviços públicos e, consequentemente, a produção de guerra, devem ser administrados pelo Estado por meio de entidades paraestatais.
E: 
Em cada empresa (industrial, privada, estatal, paraestatal) os representantes dos técnicos e dos trabalhadores cooperam intimamente (através de um conhecimento direto da administração) na fixação justa dos salários, assim como na distribuição justa dos lucros, entre o fundo de reserva, o fruto do capital social e a participação dos próprios trabalhadores nos lucros. Em algumas empresas, isto poderia ser implementado concedendo amplas prerrogativas às atuais comissões de fábrica. Em outros casos, substituindo os Conselhos de Administração por Conselhos de Gestão compostos por técnicos e trabalhadores e um representante do Estado. Finalmente, também pode ser realizada por meio de uma cooperativa parassindical. 
O programa de socialização descrito na Carta foi bastante controverso e às vezes contraditório. A Carta previa a participação dos trabalhadores nas decisões e benefícios empresariais, a nacionalização e gestão estatal de empresas estratégicas para o país (inclusive a FIAT), o direito ao trabalho e o direito a uma casa própria. Com tais medidas, Mussolini esperava ganhar o apoio das massas e legar "uma economia socializada à Itália do pós-guerra".

### Decreto-Lei de Socialização

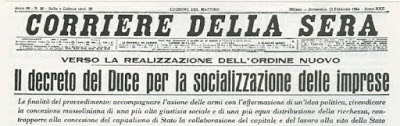
Decreto de socialização fascista

Em 12 de fevereiro de 1944, foi aprovado o Decreto-Lei de Socialização, que define:
- a possibilidade, para as empresas que extraem matéria-prima, produzem energia ou se dedicam a outros setores importantes para a independência do Estado, de serem adquiridas por este;
- conselhos de gestão para decidir sobre a organização da produção e distribuição dos lucros;
- conselhos de administração compostos por representantes de acionistas e empregados;
- responsabilidade pessoal dos gerentes de negócios para com o estado;
- novas regras sobre a nomeação de sindicalistas, comissários do governo e sobre as tarefas de um novo órgão público, o "Instituto de Gestão de Fundos".

Ciente de que o decreto poderia levantar suspeitas nos alemães, o Duce se encarregou de tranquilizá-los dirigindo-se a Rudolph Rahn, embaixador da Alemanha nazista no RSI, dizendo:
- não haveria desapropriações;
- à frente dos conselhos de administração misturados com a participação de acionistas e os empregados estariam os diretores da empresa que não poderiam ser rejeitados;
- os representantes dos empregados da empresa seriam escolhidos de uma lista especialmente preparada por um comissário do governo;[22]

A preocupação dos círculos mais conservadores fez com que o decreto fosse publicado tardiamente na Gazzetta Ufficiale. Um decreto de 24 de junho de 1944 estabelece a entrada em vigor do decreto de 12 de fevereiro para 30 de junho de 1944. Um decreto, datado de 30 de agosto de 1944, estabeleceria as regras a serem seguidas para uma implementação mais rápida da socialização e uma força policial seria estabelecida com a orientação de "realizar um trabalho preventivo com os trabalhadores para garantir o cumprimento da lei trabalhista".

### Aplicação de socialização

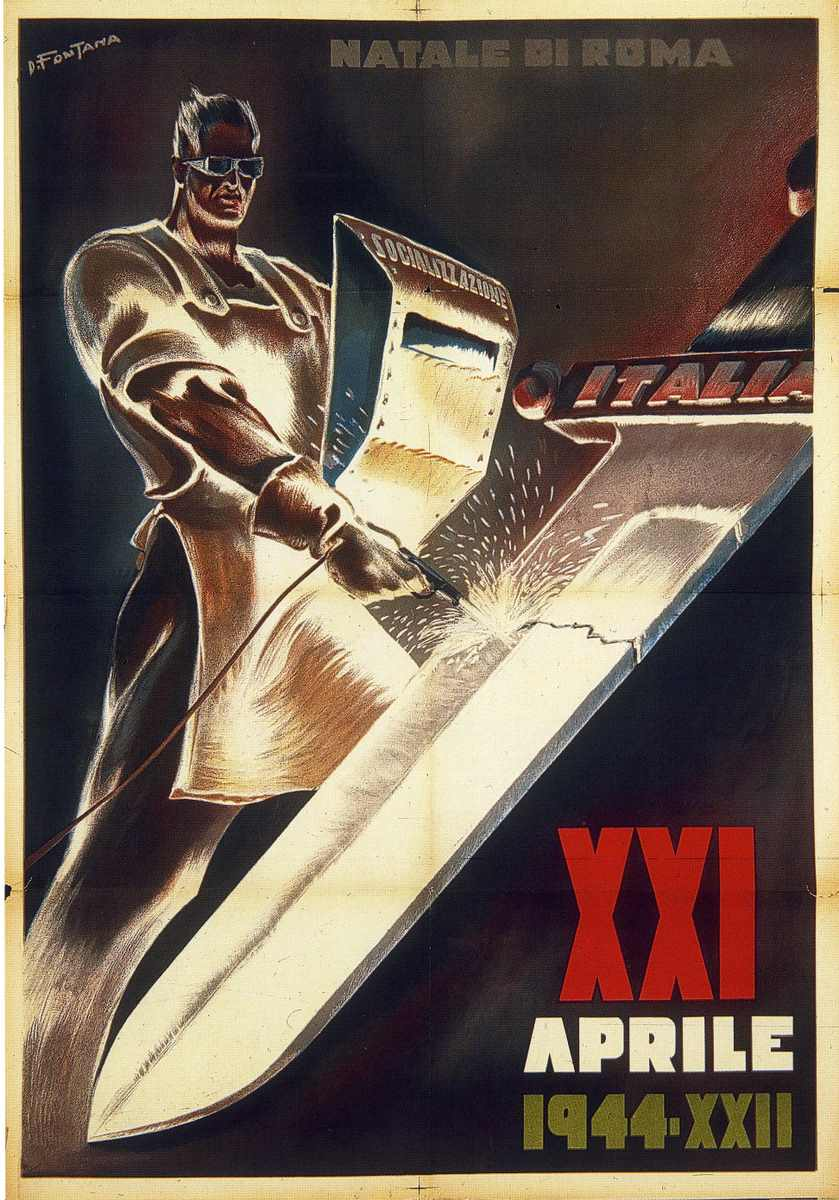
Propaganda mostrando o impacto desejado da socialização da economia na Itália

A força de trabalho italiana considerou o processo de socialização uma farsa e respondeu com uma greve em massa em 1 ° de março de 1944 que paralisou a produção de guerra no norte da Itália. Um líder sindical fascista, Anselmo Vaccari, escreveria a Mussolini:
É verdade que hoje - 20 de junho de 1944 ... - os trabalhadores afirmam que a socialização não acontecerá ou se for feita ajudará a fortalecer as classes capitalistas e a manter os empregos em estado de sujeição ... O que faz que todos tenham esperança e afastem de nós os trabalhadores que erroneamente nos consideram, é claro, os bandidos do capital; ... As massas se recusam a receber qualquer coisa de nós ... Em suma, as massas dizem que todo o dano que fizemos ao povo italiano de 1940 até hoje excede o grande bem que foi concedido a eles nos vinte anos anteriores e que espera do camarada Togliatti, que hoje pontifica em Roma em nome de Stalin, a criação de um novo país... 
Os principais perpetradores da greve seriam deportados para a Alemanha. O processo de socialização foi visto com suspeita e boicotado pela Alemanha nazista. Empresários italianos e alemães viram o processo de socialização com preocupação. Os empresários seriam informados, pelo General Hans Leyers, superintendente da produção industrial italiana em nome do Ministério de Armamentos do Terceiro Reich, de que:
... a lei de socialização não está em vigor ... Se você notar qualquer tendência de socialização em alguma de suas empresas no futuro, não hesite em me informar pessoalmente... 
Em 18 de janeiro de 1945, um decreto foi proclamado declarando que "o trabalho, em todas as suas manifestações, é a base da República Social Italiana", e enfatizando que "o sistema sindical consegue a participação ativa dos trabalhadores na vida política, econômica e social do Estado". Em 19 de janeiro de 1945 foi criado o Ministério do Trabalho, chefiado por Giuseppe Spinelli, que criou uma Diretoria Geral de Socialização e absorveu os poderes do Ministério da Economia Corporativa. Em fevereiro de 1945, a aplicação da legislação relativa à socialização ainda estava quase totalmente inoperante, mas continuou a preocupar o mundo econômico italiano. Angelo Tarchi informou Mussolini sobre as reações dos industriais italianos à proposta de socialização que, segundo eles, teria paralisado a atividade produtiva.
Em 5 de abril de 1945, a respeito do artigo 10 da Carta de Verona que afirmava "Reconhecimento por parte do Estado da propriedade privada, sem exploração do trabalho", o Conselho de Ministros afirmou que "consideramos que tal exploração ocorre quando a empresa não está socializada". A necessidade de implementar a socialização na agricultura também foi apoiada. Em 22 de abril de 1945, o editor de La Repubblica fascista, Enzo Pezzato, escreveria sobre o programa fascista, transcrevendo do discurso de Mussolini:
Nossos programas são decididamente revolucionários, nossas idéias pertencem ao que em um regime democrático seria chamado de "esquerda"; nossas instituições são um resultado direto de nossos programas; nosso ideal é o estado de trabalho. Sobre esta não pode haver dúvida: somos a classe trabalhadora na luta pela vida e de morte, contra o capitalismo. Nós somos os revolucionários à procura de uma nova ordem. Se isto é verdade, pedir a burguesia agitando o perigo vermelho é um absurdo. O pesadelo real, o perigo real, a ameaça contra a qual lutamos implacavelmente, vem da direita. Portanto, não nos interessa ter a burguesia capitalista como aliada contra a ameaça do perigo vermelho: mesmo no melhor dos casos seria apenas uma aliada traiçoeira, tentando nos fazer servir aos seus propósitos, como já fez mais de uma vez com algum sucesso.
Na última entrevista que concedeu, Mussolini falaria de um projeto de "socialização mundial" se a guerra tivesse sido favorável ao Eixo. Este projeto consistiu em:
Socialização mundial, ou seja: fronteiras exclusivamente históricas; abolição de todos os costumes; livre comércio entre país e país, regido por uma convenção mundial; a moeda única e, consequentemente, o ouro de todo o mundo de propriedade comum e, portanto, todas as matérias-primas, repartidas de acordo com as necessidades dos diferentes países; abolição real e radical de todas as armas.
A implementação total da socialização estava programada para 25 de abril de 1945, embora cerca de 6.000 empresas já tenham sido socializadas, como a FIAT e a Montecatini. Em 25 de abril de 1945, entre os primeiros atos político-administrativos do Comitê de Libertação Nacional após a derrota do fascismo no norte da Itália, foi a revogação do Decreto Legislativo de socialização, considerando-o como uma tentativa de “unir as massas trabalhadoras da Itália ocupada no serviço e colaboração com o invasor”. Segundo Gregor, o processo de socialização foi fruto da continuidade do pensamento de Mussolini decorrente do amadurecimento de tendências inerentes às formulações fascistas originais. Em seu testamento, Mussolini diria:
Os trabalhadores são infinitamente superiores a todos os falsos profetas que afirmam representá-los... Por isso fui e sou socialista! A alegação de inconsistência é infundada. Minha conduta sempre foi correta no sentido de olhar a substância das coisas e não a forma... Como a evolução da sociedade refutou muitas das profecias de Marx, o verdadeiro socialismo retrocedeu do possível para o provável... O único socialismo que pode ser implementado socialista é o corporativismo, ponto de confluência, equilíbrio e justiça de interesses em relação ao interesse coletivo... Quando está escrito que somos a guarda branca da burguesia, é a mais vil das mentiras. Defendi, e digo com total convicção, o progresso dos trabalhadores. Entre as principais causas da queda do fascismo, culpo a luta surda e implacável de certos grupos financeiros e industriais que, em seu egoísmo louco, temiam e odiavam o fascismo como o pior inimigo de seus interesses desumanos. Devo dizer, por uma questão de justiça, que o capital italiano, parte que é legítima e se sustenta com a capacidade de sua indústria, sempre compreendeu as necessidades da sociedade, mesmo quando exigia sacrifícios para atender às novas condições de trabalho.